# امیگریشن کانیون (یوتا)
امیگریشن کانیون (به انگلیسی: Emigration Canyon) یک منطقهٔ مسکونی در ایالات متحده آمریکا است که در یوتا واقع شده‌است.